# Catoscopiales
Catoscopiales é uma ordem monotípica de musgos da subclasse Dicranidae que tem Catoscopiaceae como única família integrante. A família Catoscopiaceae é também monotípica tendo Catoscopium como único género e este Catoscopium nigritum como única espécie extante conhecida.

## Descrição
A espécie Catoscopium nigritum forma tufos densos, com as plantas fracamente ligadas entre si e ao substrato, de coloração verde azeitona na parte superior, mas com partes acastanhadas na parte inferior dos tufos e nas áreas não expostas à luz solar, muitas vezes com incrustações calcárias.
As plantas apresentam 1 a 5 (raramente a 10) centímetros de altura, ramificadas, uniformemente frondosas e com numerosos rizoides. A secção transversal do caule mostra uma estrutura central espessa e bem desenvolvida.
Os filídios ("folhas") são em geral erectos, quase verticais, com cerca de 1 centímetro de comprimento, lanceolados e pontiagudos, com as margens inteiras e ligeiramente enroladas. A nervura central do filídio é bem marcada e forte, atingindo o ápice. As células do limbo dos filídios são curtas, com forma rectangular, mais alongadas na base da "folha".